# Qin Fulin
Qin Fulin (en chino: 秦福林; 12 de enero de 1994) es un deportista chino que compite en halterofilia. Ganó una medalla de bronce en el Campeonato Mundial de Halterofilia de 2018, en la categoría de 61 kg.

## Palmarés internacional
| Campeonato Mundial | Campeonato Mundial     | Campeonato Mundial | Campeonato Mundial |
| Año                | Lugar                  | Medalla            | Categoría          |
| ------------------ | ---------------------- | ------------------ | ------------------ |
| 2018               | Asjabad (Turkmenistán) | Medalla de bronce  | 61 kg              |